# سولفینامید

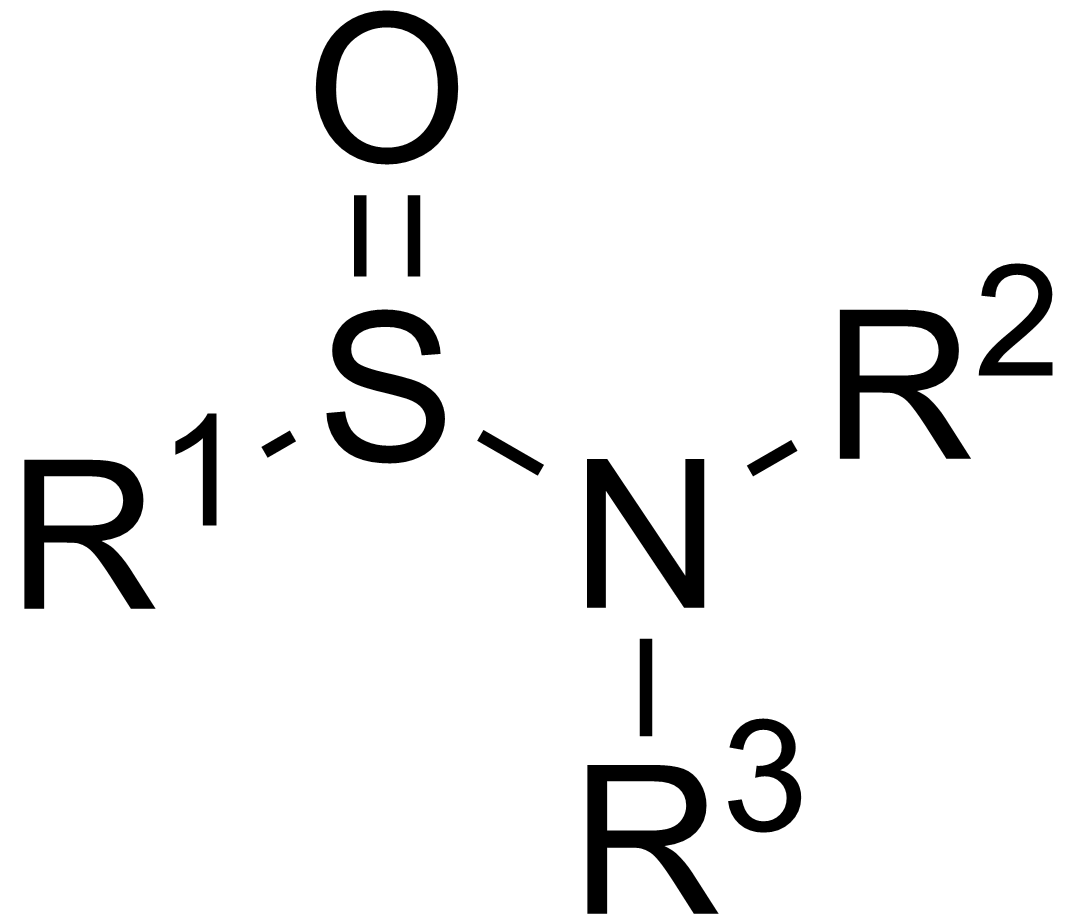
ساختار شیمیایی عمومی سولفینامید

سولفینامید یک گروه عاملی از ترکیبات آلی گوگرد است که فرمول شیمیایی آن RS(O)NR'2 می‌باشد (در این عبارت R و R' جانشین‌های آلی اند). در صورت داشتن پیوند دوگانه اکسیژن و گوگرد و همچنین پیوند یگانه S-C و S-N، این ترکیبات به صورت کایرال خواهند بود. سولفینامیدها، آمیدهای سولفینیک اسید اند (RS(O)OH).
در طبیعت سولفینامیدها با افزودن تیول‌ها به نیتروکسیل بدست می‌آید:
RSH + HNO → RS(O)NH2